# Heterocerus coheni
Heterocerus coheni är en skalbaggsart som beskrevs av Skalický 2007. Heterocerus coheni ingår i släktet Heterocerus och familjen strandgrävbaggar. Inga underarter finns listade i Catalogue of Life.